# فینلی، واشینگتن
فینلی (به انگلیسی: Finley) یک منطقهٔ مسکونی در ایالات متحده آمریکا است که در شهرستان بنتون، واشینگتن واقع شده‌است. فینلی ۳۷٫۷ کیلومتر مربع مساحت و ۶٬۰۱۲ نفر جمعیت دارد و ۱۰۸ متر بالاتر از سطح دریا واقع شده‌است.